# Стони Брук (Њујорк)
Стони Брук (енгл. Stony Brook) насељено је место без административног статуса у америчкој савезној држави Њујорк.

## Демографија
По попису из 2010. године број становника је 13.740, што је 13 (0,1%) становника више него 2000. године.
| Група             | 2000.          | 2010.          |
| Белци             | 12.320 (89,8%) | 11.718 (85,3%) |
| Афроамериканци    | 169 (1,2%)     | 229 (1,7%)     |
| Азијати           | 782 (5,7%)     | 1.033 (7,5%)   |
| Хиспаноамериканци | 334 (2,4%)     | 603 (4,4%)     |
| Укупно            | 13.727         | 13.740         |